# Awangard Kursk
Der FK Awangard Kursk (russisch Футбольный Клуб Авангард Курск, Futbolny Klub Awangard Kursk) ist ein russischer Fußballverein aus Kursk.

## Geschichte
Er wurde bereits im Jahre 1958 gegründet. Nach dem Zerfall der Sowjetunion spielte die Mannschaft von 1992 bis 1993 in der drittklassigen 2. Liga. 1994 spielte das Team in der 3. Liga, die 1995 gewonnen werden konnte. 2004 wurde Awangard Vizemeister in der 2. Division und spielte von 2005 bis 2007 und 2010 in der zweitklassigen 1. Division. 2017 nach dem Gewinn der Staffelmeisterschaft Zentrum im drittklassigen Perwenstwo PFL konnte der erneute Aufstieg in die zweite Liga gefeiert werden. Am 9. Mai 2018 verlor Awangard Kursk in der neuen Wolgograd-Arena das Finalspiel im Russischen Fußballpokal gegen den FK Tosno mit 1:2.

## Erfolge
- Russischer Pokalfinalist: 2018
- Staffelmeister der 2. Division: 2009, 2017
- Meister der 3. Liga: 1995

## Stadion
Die Heimspiele bestreitet der FK Awangard Kursk im Stadion Trudowyje Reserwy. Das Stadion fasst 11.329 Zuschauer, hat Naturrasen und Flutlicht.

## Namenshistorie
- 1958–1965: Trudowyje Reserwy Kursk
- 1966: Trud Kursk
- 1967–1972: Trudowyje Reserwy Kursk
- seit 1973: Awangard Kursk

## Bekannte ehemalige Spieler
- Artjom Rebrow
- Sergei Strukow
- Andrej Parywajeu

## Bekannte ehemalige Trainer
- Sergei Gorlukowitsch